# Marco Bellotti
(Centro Asociale - Marco Bellotti)
Marco Bellotti (Bari, 3 luglio 1979) è un chitarrista e cantautore italiano. 
Romano d'adozione, è nella Capitale che inizia la carriera professionale.

## Biografia
Appassionato di jazz, Marco Bellotti
inizia bambino a studiare chitarra ma presto si dedica anche all'approfondimento di altri strumenti frequentando i corsi estivi del Berklee College of Music dove il fratello Sergio è docente di percussioni.

Giunto a Roma a 17 anni, alla fine degli anni novanta comincia a suonare nei locali chiave della capitale (Il Locale, il The Place) assieme ad un manipolo di nuovi cantautori della scena romana. Nel 2003 entra a far parte dell'Orchestra della Notte della Taranta in cui suona chitarra e bouzuki assieme all'ex Police Stewart Copeland. La formazione si esibisce sia a Melpignano (in Salento) che sul palco del Concerto del Primo Maggio in piazza San Giovanni a Roma. Il 5 giugno del 2005 viene pubblicato il suo album d'esordio Prodotto da mia madre, con la partecipazione di Federico Zampaglione dei Tiromancino sul brano Il treno. Dal disco vengono estratti due singoli, Centro asociale e L'uovo che diventano altrettanti videoclip.
A novembre 2007 partecipa alla colonna sonora del film Come tu mi vuoi firmando assieme a Michele Braga la title track.
Nel 2008 fonda lo Spacedog Recording Studio, uno studio di registrazione, missaggio e mastering con strumentazione ibrida, analogica e digitale, collaborando, da allora, con innumerevoli band e artisti della scena  indipendente e mainstream italiana, tra cui Cristina Donà, Tiromancino, Max Gazzè, Nicoló Fabi, Daniele Silvestri, Calibro 35, Greta Panettieri, Carla Boni, Tothem, Le Larve ed altri.
Nel 2011 e 2012 è chitarrista e voce principale nella tournèe teatrale nazionale della compania di teatro Fantateatro, calcando innumerevoli palchi insieme a Max Gazzè, Niccolò Fabi, Daniele Silvestri, Bandanardò, Paola Turci, Marina Rei, Giobbe Covatta con i quali produce e missa inoltre tre dischi di canzoni originali di musica per bambini dal titolo “Fantafavole”, “Insegui i tuoi Sogni” e “Un Modo Fantastico”. Alla produzione dei dischi prende parte la band romana PENG, già gruppo di lavoro di Max Gazzè.

## Discografia

### Album

#### (2004)Centro asociale
1. Centro asociale
2. Il treno
3. Scuro, A Mangiare!

#### (2005)Prodotto da mia madre
1. Centro asociale
2. Troppo giovane
3. Solo dicendo la verità
4. L'uovo
5. Il frutto acerbo
6. Le nostre ombre
7. Il treno
8. Traccia muta
9. Il volo dei gabbiani
10. Io secondo me
11. Scuro, A Mangiare!
12. I fiori di mia madre

## Videoclip
- Centro asociale
- L'uovo